# اندروید ۱۶
اندروید ۱۶ (انگلیسی: Android 16) نسخه بزرگ بعدی از سیستم‌عامل اندروید، به زودی عرضه خواهد شد. اولین نسخه پیش‌نمایش توسعه‌دهندگان در تاریخ ۱۹ نوامبر ۲۰۲۴ منتشر شد و گوگل انتظار دارد این پلتفرم در ژانویه ۲۰۲۵ به مرحله بتا برسد. نسخه نهایی نیز قرار است در سه‌ماهه دوم سال ۲۰۲۵ عرضه شود. این نسخه جدید تغییرات متعددی در ویژگی‌ها و عملکرد ارائه می‌دهد که تجربه کاربران را بهبود خواهد بخشید.
اندروید ۱۶ با اسم رمز باقلوا شناخته می‌شود که تغییری قابل توجه از ترتیب الفبایی سنتی اسامی نسخه‌های اندروید است. این تغییر نام نشان‌دهنده رویکرد جدید گوگل در توسعه این سیستم‌عامل است که با پروژه "Trunk Stable" آغاز شده و از اندروید ۱۴ به بعد فرآیندهای ساخت و نام‌گذاری را ساده‌تر کرده است. اولین نسخه پیش‌نمایش توسعه‌دهندگان در نوامبر ۲۰۲۴ و نسخه دوم آن در دسامبر ۲۰۲۴ منتشر شدند.
اندروید ۱۶ با چند ویژگی برجسته معرفی شده است. یکی از این ویژگی‌ها، ابزار انتخاب عکس تعبیه‌شده است که امکان انتخاب مستقیم عکس‌ها از سرویس‌های ابری مانند گوگل فوتوز را فراهم می‌کند. این ابزار با آلبوم‌های ابری و محلی ادغام شده و تجربه کاربری یکپارچه‌تری را ارائه می‌دهد. همچنین، قابلیت جستجو برای یافتن عکس‌ها و ویدیوها در ذخیره‌سازی محلی و ابری اضافه شده است. ویژگی دیگر این نسخه، بهبود سیستم پرونده الکترونیک بیمار است که به برنامه‌ها امکان مدیریت داده‌های پزشکی با فرمت استاندارد FHIR را می‌دهد و در حال حاضر بر روی اطلاعات ایمنی‌سازی متمرکز است.
اندروید ۱۶ در راستای حفاظت از حریم خصوصی کاربران، پروژه Privacy Sandbox را گسترش داده است. این ویژگی از داده‌های ناشناس و پردازش محلی استفاده می‌کند تا محتوای شخصی‌سازی‌شده را بدون به خطر انداختن حریم خصوصی ارائه دهد. همچنین، قابلیت اشتراک‌گذاری صوتی با استفاده از فناوری Auracast بلوتوث LE اضافه شده است که امکان پخش صدا به چند دستگاه بلوتوث به‌طور همزمان را فراهم می‌کند. این قابلیت به خصوص در محیط‌های گروهی مفید است و نیازی به فرآیندهای پیچیده جفت‌سازی ندارد.
فرایند توسعه اندروید ۱۶ با تغییراتی در زمان‌بندی و عرضه SDKها همراه است. اولین نسخه کیت توسعهٔ نرم‌افزار در مارس ۲۰۲۵ با نسخه بتا سوم عرضه می‌شود و شامل تغییرات رفتاری و ویژگی‌های جدید است. نسخه دوم SDK نیز در سه‌ماهه چهارم سال ۲۰۲۵ معرفی خواهد شد که تمرکز اصلی آن بر ویژگی‌ها و APIهای جدید است. این تغییرات بخشی از تلاش گوگل برای تسریع نوآوری در برنامه‌ها و دستگاه‌ها محسوب می‌شود.